# 金泰栄
金 泰栄（キム・テヨン、1949年1月13日 - 2025年2月26日）は、大韓民国の政治家、軍人。第34代韓国軍合同参謀議長、第42代国防部長官などを歴任。最終階級は陸軍大将。

## 経歴
1949年にソウル特別市鍾路区で生まれた。京畿高等学校卒業後に陸軍士官学校に入学した。ドイツの連邦軍大学留学を経て、1973年に卒業し少尉に任官された(陸士29期)。その後、第23歩兵師団師団長、国防部政策企画局長、首都防衛司令部司令官、第1野戦軍司令官などを歴任した。2008年に合同参謀議長に指名され、2006年に成立した国防改革に関する法律に基づいて、初めて国会で人事聴聞会が行われた。聴聞会において北朝鮮から核攻撃されたことを想定する質問に対して「最も重要なことは、核がありそうな場所を確認して、打撃を与えることだ」と先制攻撃も辞さない考えを示すと、北朝鮮は反発して南北軍事境界線を遮断し、金泰栄の謝罪を求めた。
李明博大統領から国防部長官に指名され、2009年9月23日8時に合同参謀議長を退任し予備役となり、その20分後に国防部長官に就任した。
2010年3月26日に発生した天安沈没事件では北朝鮮による魚雷攻撃の可能性が高いと発表した。5月1日に事件の責任を取り辞表を出したが、李明博大統領から事件への対応を評価され留任した。同年11月23日に延坪島砲撃事件が発生すると、北朝鮮への報復攻撃が遅れたことや、戦闘機での精密爆撃を行わなかったことなどを批判された。同年11月25日に事件の初動対応が問題視され李明博大統領から更迭された。辞職後は韓民高等学校理事長に就任した。2019年には文在寅政権の安保政策に反対する「大韓民国守護予備役将軍団」に参加した。
2025年2月26日に死去。享年76。